# Muehlenbeckia andina
Muehlenbeckia andina là một loài thực vật có hoa trong họ Rau răm. Loài này được Brandbyge mô tả khoa học đầu tiên năm 1989.